# Watatatow
Watatatow est un feuilleton télévisé québécois en 1 220 épisodes de 25 minutes, réalisé par Michel Berthiaume et Michel Tardy, diffusé entre le 17 septembre 1991 et le 21 février 2005 à la télévision de Radio-Canada.

## Synopsis
Il s'agit d'un téléroman racontant les expériences vécues par des adolescents avec leurs familles, leurs amours, leurs amitiés, leurs joies et leurs peines. 
À l'origine, quatre familles font partie du scénario. Le cercle de familles et d'amis grandit progressivement tout au long de la télésérie, qui est diffusée pendant 14 ans et qui s'adresse principalement aux jeunes de 12 à 17 ans.

## Distribution
Plusieurs centaines d'acteurs ont interprété des personnages au cours des saisons. La liste qui suit présente uniquement ceux qui sont apparus plus d'une fois dans la série ou qui ont percé dans le domaine par la suite. Les personnages sont classés par saison d'apparition. Seulement cinq d'entre eux sont présents durant les quatorze saisons.

### Saison 1
- Hugo St-Cyr : Michel Couillard
- Karine Pelletier : Stéphanie Couillard
- Carole Chatel : Marie Couillard
- Ruddy Benzs-Eloi : Raphaël Termidor
- Étienne de Passillé : Martin Goulet
- Laurent Imbault : Charles Couillard (1991-1999)
- Jean-Pierre Leduc : Louis Fraser (1991-1994)
- Marie-Renée Patry : Céline Trépanier (1991-1994)
- Jean Lafontaine : Guy Trépanier (1991-1994)
- Patrick Huneault : Marc-Antoine Charbonneau (1991-1996)
- Ève Dussault-Bézaire : Julie Fraser (1991-1994)
- Paule Dussault-Bézaire : Chloé Fraser (1991-1997)
- Miguel Sanchez : Miguel Trépanier (1991-1994)
- Dong Thuy Hoang : Tania Trépanier (1991-1993, bref retour en 2000)
- François Chénier : François Clément (1991-1995)
- Catherine Sénart (saisons 1 à 4) / Catherine La Haye (à partir de la saison 5) : Marie-Claude Rioux (1991-1997)
- Zoé Latraverse (saisons 1 à 4) / Marie-Josée Forget (à partir de la saison 5) : Annie Rioux (1991-1997)
- Stephan Cloutier : Dupuis (1991-1994)
- Robert Brouillette : Yves Taschereau (1991)
- Jacob Tierney : Greg (1991-1992)
- Marie-France Monette : Pascale Cusson (1991-1993)
- Nicolas St-Pierre : Jonathan Cusson (1991)
- Félix-Antoine Leroux : Bérubé (1991-1992)
- Alexandre Neszvecsko : Mario Lafrance (1991 - 1994)
- Fanny Lauzier : Pénélope Breton (1991 - 1994)
- Chantal Lamarre : Hélène Charbonneau (1991-1997)
- Annie Cotton : Véronique Charest (1991-2000)
- Serge Pilotte : Yan Morin-Tremblay (1991-1992)
- Guy Jodoin : Léo Cantin-Marquis (1991-1992)
- Diane Langlois : Anne Boisclair (1991 - 1993)
- Michel Laprise : Carlo (1991)
- Éric Mc Kay : Dan Beaudoin (1991 - 1993)
- Paul Cagelet : Jean-Christophe de la Vérendery (1991)
- David Legris : Luc Allaire (1991-1994)

### Saison 2
- Yan England : Einstein (1992-?)
- Michel Goyette : Vincent Gauthier (1992-2005)
- Fabien Dupuis : Éric Chicoine (1992-2002)
- Élyse Aussant : Émilie Laurin (1992-2003)
- Hélène Grégoire : Ginette Laurin (1992-2005)
- Katerine-Lune Rollet : Sophie Bonin-Jutras (1992-2001)
- Jean-François Beaupré : Philippe Charest (1992-1993)
- Daniel Brière : Robert Benoît (1992-1995)
- Danielle Panneton : Maryse Baribeau (1992-2005)
- Véronique Bannon : Martine Frigon (1992-1996)
- Mahée Paiement : Catherine Morelle (1992-1994)
- Rodely Jean-Gilles : Nathalie Lafrenière (1992-1996)
- Sacha Cayer Paquette : Frédérick Jolicoeur (1992-1995)
- Martine Beaulne : Odile Cusson (1992-1995)
- Dominic Desmeules : Jean-François Michaud (1992-1997)
- Serge Postigo : Joël Cusson (1992-1995)
- Claude Legault : Paul Girard (1992-1995)
- Emmanuelle Nadeau : Séverine Gagnon (1992-?)
- Louis-Georges Girard : Claude Bergeron
- |Alain-René Thibodeau : Christian Brochu (1992-1997)
- Josée Cusson : Élizabeth Benoît (1992-1994)
- Francis Patenaude : Nicolas Turgeon (1992-1993)
- Abeille Gélinas : Violaine Godin (1992-1994)
- Marie Charlebois : Solange Merveille (1992-1995)
- Sylvie-Catherine Beaudoin : Renée Paré (1992)
- Julien Poulin : Ménard (1992)
- Micheline Bernard : Agathe Lalumière (1992)
- Daniel Laflamme : Mathieu Lalumière (1992)
- François Maranda : Patrick (1992)
- Jean Belzil-Gascon : Marc Prud'homme (1992-93 et 1995-96)

### Saison 3
- André Lacoste : Jocelyn Turmel (1993-2005)
- Mario Saint-Amand : Simon Laurin (1993-2001)
- Marilyse Bourke : Maggie Malo (1993-2003)
- Marie-Josée Poirier : Manon Primeau (1993-?)
- Jean-Emery Gagnon : Richard Lemay (1993-1998)
- Pierre Rivard : Gabriel Langlois (1993-1995)
- Jean-Raymond Châles : Armand Allaire (1993-1997)
- Maxime Tremblay : Julien Tétreault (1993-1994)
- Isabelle Brossard : Sara (1994)
- Claude Lemieux : Raymond Laurin (1993-1997)
- Annie-Claude St-Jean : Valérie Champagne (1993-1995)
- Catherine Levert-Bastien : Ann-Clara Frigon (1993-1994)
- Marie-Christine Lalande : Mélanie Bouchard (1993-1995)
- Fayolle Jean :  Simon-Pierre Thermidor (1993-1995)
- Lénie Scoffié : Madame Saint-Amand (1993-1995)
- et la participation spéciale de Luck Mervil (1993)

### Saison 4
- Néfertari Bélizaire : Josée (1994-1998)
- Manon Arsenault : Mireille Labbé (1994-2001)
- Charles Lafortune : Guy Lebeau (1994-1999)
- Tania Kontoyanni : Angélique Dubois (1994-1999)
- Sandra Dumaresq : Camille Lanctôt (1994-1999)
- Christian Cardin : Bruno Meloche (1994-1998)
- Stéphane Brulotte : Maxime Blais (1994-1996)
- Stéphane Gagnon : Steve Pomerleau (1994-1996)
- Billy-John Datus : Vallier Voltaire (1994-1996)
- Élyse Marquis : Karine Messier (1994)
- Suzanne Clément (1994) / Claudia Paquette (1995-1996) : Isabelle Bélanger (1994-1996)
- Chantal Collin : Mado Bélanger (1994-1998)
- Anne-Marie Provencher : Carole Bélanger (1994-1998)
- François Fortin : Carl Filion (1994-1996)
- Robert Lavoie : Jean Bélanger (1994-1998)
- Denis LaRocque : Gaétan Turcotte (1994-1998)
- Geneviève Angers : Maude Villeneuve (1994-1999)
- Stéphane Lestage : Clément Labbé
- Normand Canac-Marquis (saison 4), puis Sébastien Dhavernas (saisons 5 à 9) : André Dubuc
- Pascal McDuff :  David Royer (1994)
- Jasmin Lemieux-Lefebvre : Thomas Lévesque (1994-1996)
- Marie Cantin : Denise Lanctôt (1994-1999)
- Pierre Gobeil : Gaston Lanctôt (1994-1998)
- Manon Gauthier : Berthe Allaire (1994-1997)
- Estelle Proulx : Estelle Letendre (1994-1996)
- Dave Émond : Dominic Riel (1994)
- Joël Marin : Félix Livernois (1994)
- Pierre Claveau : Normand Turmel (1994)
- Éric Rioux : Christophe (1994)
- Catherine Lachance : Patricia Leclerc (1994-1996)
- Patrice Leblanc : Patrice Dubois (1994-1996)

### Saison 5
- Sébastien Delorme : Yannick Médrano-Dubuc (1995-1998)
- Alexandra Laverdière : Sandra Poulain (1995-2005)
- Luis Bertrand : Victor Turmel (1995-1999)
- Liane Simard : Virginie Montplaisir
- Anne Fromm : Kim Morissette (1995-1997)
- Rafi Guessous : Olivier Giasson (1995-1997)
- Gilbert Comtois : Roger Pomerleau (1995-???)
- Denis Roy : Gervais Landry (1995)

### Saison 6
- Maud Beauchemin : Nadeige Miljours (1996-2005)
- Julie Deslauriers : Charline Viau (1996-1999)
- Michel Charette : Benjamin Fortier (1996-2001)
- Martin Fréchette : Pierre-Luc Turcotte (1996-2001)
- Caroline Roberge : Ève-Marie Turcotte (1996-1998)
- Patrice Gagnon : Domingo Vidal (1996-2001)
- Victoria Sanchez (1996) / Jessica Welch (1997-2000) : Rebecca Perez (1997-2001)
- Cas Anvar : Atys (1996-1998)
- Caroline Maraghi : Noémie Ferland (1996-1999)
- Gregory Calpakis : Youri Vassiliou (1996-1998)
- Ghislain Tremblay : Rémi Bolduc (1996-2001)
- Gilles Cloutier : Jacques Lebeau (1996-1999)
- Stéphan Côté : Pierre Bédard (1996-1999)
- Barbara Alexandre : Barbara Dorcelus (1996-1999)
- Carol Jones : Delphine Jean-Miljours (1996-1997, 1998-2005)
- René Caron : Maurice Beaudoin (1996-1998)
- Dany Michaud : Cédric (1996-1997)
- Dino Tavarone : Dr D'Amiello (1996-1997)
- et la participation spéciale de Rudy Caya (1996)

### Saison 7
- Brigitte Paquette : Luce Taillefer (1997-1998)
- Dorothée Berryman : Johanne Lebeau (1997-1999)
- Pauline Lapointe : Louise Girard (1997-2005)
- Érik Duhamel : Kevin William (1997-1999)
- Patrick Chouinard : Barbeau (1997-1998)
- Jean-Pierre Matte : Geoffroy Pilote (1997-1998)
- Alex Mathieu : Louis-David Morasse (1997-1998)
- Carol Cassistat : Benoit Simard (1997-1998)
- Philippe Lambert : Johnny (1997-1998)
- Hugo Dubé : Dr. Giroux (1997-1998)
- Claudine Mercier : Sylvie Messier (1997-1998)
- Rita Morin : Lucille Turmel (1997-1999)
- Jacques Lavallée : Gilles Richard (1997-1999)

### Saison 8
- Marie-Claude Lefebvre : Ariane Leclerc (1998-2005)
- Olivier Loubry : Colin Auclair (1998-2005)
- Benoit Dagenais : Paul-André Gauthier (1998 - 2005)
- Suzanne Champagne : Suzie Leclerc-Gauthier (1998-2001)
- Geneviève Déry : Rachel Gauthier (1998-2005)
- Julie Le Breton : Geneviève Saint-Pierre (1998-2005)
- Clermont Jolicoeur : William Delongpré (1998-2000)
- Micheline Brulotte : Éliana De Negri (1998-?)
- Bianca Gervais : Jennifer McDonald (1998-?)
- Lyne Rodier : Paule Léonard (1998-2001)
- Pier-Olivier Bélanger : Squeegee (1998-2001)
- Patrick Thomas : Julien Gauthier, puis Joel Drapeau-Dalpé (1998-?)
- André Nadeau : Bill Métayer (1998-2000)
- Raymond Legault : David McLean (1998-1999)
- Sylvain Carrier : Nicolas McLean (1998-1999)
- Grégoriane Minot : Saran McLean (1998-1999)
- Nicolas Canuel : Antoine Côté (1998-1999)
- Pierre Harel : Gilbert Contant (1998-1999)
- Louis-Philippe Dandenault : Zarbi (1998-1999)
- et la participation spéciale de France D'Amour (1998)

### Saison 9
- Jean-François Harrisson : Danny Michel (1999-2003)
- Luc Chapdelaine : Louis-Philippe Caron-D'Amour (1999-2003)
- Michelle Léger : Nadine Caron-D'Amour (1999-????)
- Sylvie Boucher : Linda Primeau (1999-2002)
- Daniel Gadouas : Serge Larivière (1999-2005)
- Carl Béchard : Daniel Jutras (1999-2001)
- Martin Laroche : Yannick Médrano-Dubuc (1999-1999)
- Marie Verdi : Irène Vanderbuilt (1999-2001)
- Nancy Bernier : Lorraine Boisvert (1999-2002)
- Hugues Fortin : Marc Linton (1999-2001)
- Sébastien Ricard : Francis Faucher (1999-2001)
- Vincent Bilodeau : Claude Lefrançois (1999-2001)
- Normand D'Amour : Denis Gosselin (1999-2000)
- Catherine Brunet : Dorothée Gosselin (1999-2000)
- Linda Roy : Nathalie Gauvin (1999-2000)
- Pierre Chagnon : Sylvain D'Amour (1999-2000)
- Pascale Bélanger : Janis Patterson (1999-2000)
- Johanne Marie Tremblay : Françoise Pelletier (1999-2000)
- Rosie Yale : Sergent Caroline Tremblay (1999-2000)
- Patricia McKenzie : Judy (1999-2000)
- Patrice Robitaille : Mike (1999-2000)
- Marc Grégoire : Sergent détective Bergeron (1999-2000)
- Antoine Mongrain : Brin D'Avoine (1999-2000)
- Xavier Morin-Lefort : Renaud Gagnon (1999-2000)
- Reynald Bouchard : Jean-Pierre Dariault (1999-2000)

### Saison 10
- Marie-Andrée Corneille : Claire Chalifoux (2000-2005)
- Diego Thornton : Ricky Fortier (2000-2002)
- Pierre Lebeau : Réal Fortier (2000-2001)
- Diane Robitaille : Raymonde Linton (2000-2001)
- Monique Joly : Régine Caron (2000-2001)
- Anne-Élyse Rocheleau : Macha (fille d'Émilie) (2000-2003)

### Saison 11
- Sophie Cadieux : Vanessa Beauregard (2001-2005)
- Alex Gravel : John Tremblay (2001-2005)
- Daniel Laflamme : Thomas Wilson (2001-2005)
- Anik Vermette : Karine Loiselle (2001-2005)
- Fabien Cloutier : Tony Tremblay (2001-2005)
- Catherine Dajczman : Mélanie Bernier-Fontaine (2001-2005)
- Sandrine Denis-Casavant : Daphnée Wilson (2001-2003)
- Marcel Leboeuf : Jean-Yves Leclerc (2001-2002)
- Tahina Manantsoa : Lili Bernard (2001-????)
- Jean-René Ouellet : Bernard Auclair (2001-????)
- Linda Sorgini : Simone Auclair (2001-????)
- Marie-Aimée Cadet : Eugénie Claude (2001-????)

### Saison 12
- Marianne Moisan : Maya Bellehumeur (2002-2005)
- Patrick Martin : Jules "Wes" Bertrand-Lavoie (2002-2005)
- Stéphane France : Alain Chevalier (2002-2005)
- Bernard Fortin : Robert Beauregard (2002-????)
- Tristan Dubois : Rémi Paquette (2002-2005)
- Danny Gilmore : Sébastien Bernier-Fontaine (2002-2005)
- Roger Léger : Pierre Archambault (2002-????)
- Samuel Jean : Stépĥane Poitras
- Manuel Tadros : Luigi De Vecchio

### Saison 13
- Marie-Ève Des Roches : Vicky Trudeau (2003-2005)
- Myriam Huard : Arielle Côté (2002-2004)
- Sara Dufour : Laurence Bouchard (2002-2005)
- Marc-André Grondin : Karl Godin (2003-2005)
- Réal Bossé : Ted Lavoie (2003-2005)
- Francis Ducharme : Loïc Lauzier (2003-2004)
- Janine Sutto : Pauline Larivière (2003-2005)
- Alex-Ann Boucher : Alain D. Doré (2003-2005)
- Martin Dion : Christian Wilson (2003-2005)
- Josée Guindon : Diane Wilson (2003-2005)
- Caroline Gendron : Josiane Larivière (2003-2005)
- Adam Kosh : Xavier Larivière (2003-2005)
- Martin Gendron : Fred Francoeur (2003-2005)
- Dominique Leduc : Annick Vézina (2003-2005)
- Catherine Vidal : Dorothée Fuentes (2003-2005)
- Isabelle Vincent : Guylaine Trudeau (2003-2005)

### Saison 14 (2004-2005)
- Eugénie Beaudry : Caroline Latour
- Fabienne Colas : Charlie Ménard
- Jessica Malka : Luna
- Marie-Josée Bastien : Aline Filion

| Interprète                                      | Personnnage                     | S1  | S2  | S3  | S4  | S5  | S6  | S7  | S8  | S9  | S10 | S11 | S12 | S13 | S14 |
| ----------------------------------------------- | ------------------------------- | --- | --- | --- | --- | --- | --- | --- | --- | --- | --- | --- | --- | --- | --- |
| Hugo St-Cyr                                     | Michel Couillard                | Oui | Oui | Oui | Oui | Oui | Oui | Oui | Oui | Oui | Oui | Oui | Oui | Oui | Oui |
| Karine Pelletier                                | Stéphanie Couillard             | Oui | Oui | Oui | Oui | Oui | Oui | Oui | Oui | Oui | Oui | Oui | Oui | Oui | Oui |
| Carole Chatel                                   | Marie Couillard                 | Oui | Oui | Oui | Oui | Oui | Oui | Oui | Oui | Oui | Oui | Oui | Oui | Oui | Oui |
| Laurent Imbeault                                | Charles Couillard               | Oui | Oui | Oui | Oui | Oui | Oui | Oui | Oui | Non | Non | Non | Non | Non | Non |
| Ruddy Benzs-Eloi                                | Raphaël Thermidor               | Oui | Oui | Oui | Oui | Oui | Oui | Oui | Oui | Oui | Oui | Oui | Oui | Oui | Oui |
| Étienne de Passillé                             | Martin Goulet                   | Oui | Oui | Oui | Oui | Oui | Oui | Oui | Oui | Oui | Oui | Oui | Oui | Oui | Oui |
| Annie Cotton                                    | Véronique Charest               | Oui | Oui | Oui | Oui | Oui | Oui | Oui | Oui | Oui | Non | Non | Non | Non | Non |
| Patrick Huneault                                | Marc-Antoine Charbonneau        | Oui | Oui | Oui | Oui | Oui | Oui | Non | Non | Non | Non | Non | Non | Non | Non |
| Chantal Lamarre                                 | Hélène Charbonneau              | Oui | Oui | Oui | Oui | Oui | Oui | Non | Non | Non | Non | Non | Non | Non | Non |
| Paule Dussault-Bézaire                          | Chloé Fraser                    | Oui | Oui | Oui | Oui | Oui | Oui | Non | Non | Non | Non | Non | Non | Non | Non |
| Ève Dussault-Bézaire                            | Julie Fraser                    | Oui | Oui | Oui | Non | Non | Non | Non | Non | Non | Non | Non | Non | Non | Non |
| Jean-Pierre Leduc                               | Louis Fraser                    | Oui | Oui | Oui | Non | Non | Non | Non | Non | Non | Non | Non | Non | Non | Non |
| Miguel Sanchez                                  | Miguel Trépanier                | Oui | Oui | Oui | Non | Non | Non | Non | Non | Non | Non | Non | Non | Non | Non |
| Dong Thuy Hoang                                 | Tania Trépanier                 | Oui | Oui | Oui | Non | Non | Non | Non | Non | Non | Oui | Non | Non | Non | Non |
| Marie-Renée Patry                               | Céline Trépanier                | Oui | Oui | Oui | Non | Non | Non | Non | Non | Non | Non | Non | Non | Non | Non |
| Jean Lafontaine                                 | Guy Trépanier                   | Oui | Oui | Oui | Non | Non | Non | Non | Non | Non | Non | Non | Non | Non | Non |
| Stephan Cloutier                                | Dupuis                          | Oui | Oui | Oui | Oui | Oui | Oui | Oui | Non | Non | Non | Non | Non | Non | Non |
| François Chénier                                | François Clément                | Oui | Oui | Oui | Oui | Oui | Non | Non | Non | Non | Non | Non | Non | Non | Non |
| Catherine Sénart, puis Catherine LaHaye         | Marie-Claude Rioux              | Oui | Oui | Oui | Oui | CC  | Oui | Non | Non | Non | Non | Non | Non | Non | Non |
| Zoé Latraverse, puis Marie-Josée Forget         | Annie Rioux                     | Oui | Oui | Oui | Oui | CC  | Oui | Non | Non | Non | Non | Non | Non | Non | Non |
| Alexandre Neszvecsko                            | Mario Lafrance                  | Oui | Oui | Oui | Oui | Non | Non | Non | Non | Non | Non | Non | Non | Non | Non |
| Marie-France Monette                            | Pascale Cusson                  | Oui | Oui | Oui | Non | Non | Non | Non | Non | Non | Non | Non | Non | Non | Non |
| Fanny Lauzier                                   | Pénélope Breton                 | Oui | Oui | Oui | Non | Non | Non | Non | Non | Non | Non | Non | Non | Non | Non |
| David Legris                                    | Luc Allaire                     | Oui | Oui | Oui | Non | Non | Non | Non | Non | Non | Non | Non | Non | Non | Non |
| Jacob Tierney                                   | Greg                            | Oui | Oui | Non | Non | Non | Non | Non | Non | Non | Non | Non | Non | Non | Non |
| Éric Mc Kay                                     | Dan Beaudoin                    | Oui | Oui | Non | Non | Non | Non | Non | Non | Non | Non | Non | Non | Non | Non |
| Guy Jodoin                                      | Léo Cantin-Marquis              | Oui | Oui | Non | Non | Non | Non | Non | Non | Non | Non | Non | Non | Non | Non |
| Diane Langlois                                  | Anne Boisclair                  | Oui | Oui | Non | Non | Non | Non | Non | Non | Non | Non | Non | Non | Non | Non |
| Michel Laprise                                  | Carlo                           | Oui | Non | Non | Non | Non | Non | Non | Non | Non | Non | Non | Non | Non | Non |
| Robert Brouillette                              | Yves Taschereau                 | Oui | Non | Non | Non | Non | Non | Non | Non | Non | Non | Non | Non | Non | Non |
| Félix-Antoine Leroux                            | Bérubé                          | Oui | Non | Non | Non | Non | Non | Non | Non | Non | Non | Non | Non | Non | Non |
| Serge Pilotte                                   | Yan Morin-Tremblay              | Oui | Non | Non | Non | Non | Non | Non | Non | Non | Non | Non | Non | Non | Non |
| Nicolas St-Pierre                               | Jonathan Cusson                 | Oui | Non | Non | Non | Non | Non | Non | Non | Non | Non | Non | Non | Non | Non |
| Paul Cagelet                                    | Jean-Christophe de la Vérendery | Oui | Non | Non | Non | Non | Non | Non | Non | Non | Non | Non | Non | Non | Non |
| Michel Goyette                                  | Vincent Gauthier                | Non | Oui | Oui | Oui | Oui | Oui | Oui | Oui | Oui | Oui | Oui | Oui | Oui | Oui |
| Yan England                                     | Einstein                        | Non | Oui | Oui | Oui | Oui | Oui | Non | Oui | Oui | Oui | Oui | Oui | Non | Oui |
| Fabien Dupuis                                   | Éric Chicoine                   | Non | Oui | Oui | Oui | Oui | Oui | Oui | Non | Oui | Oui | Oui | Non | Non | Non |
| Élyse Aussant                                   | Émilie Laurin                   | Non | Oui | Oui | Oui | Oui | Oui | Oui | Oui | Oui | Oui | Oui | Oui | Non | Oui |
| Hélène Grégoire                                 | Ginette Laurin                  | Non | Oui | Oui | Oui | Oui | Oui | Oui | Oui | Oui | Oui | Oui | Oui | Oui | Oui |
| Danielle Panneton                               | Maryse Baribeau                 | Non | Oui | Oui | Oui | Oui | Oui | Oui | Oui | Oui | Oui | Oui | Oui | Oui | Oui |
| Emmanuelle Nadeau                               | Séverine Gagnon                 | Non | Oui | Oui | Oui | Oui | Oui | Oui | Oui | Oui | Oui | Oui | Oui | Non | Non |
| Katerine-Lune Rollet                            | Sophie Bonin-Jutras             | Non | Oui | Oui | Oui | Oui | Oui | Oui | Oui | Oui | Oui | Non | Non | Non | Non |
| Dominic Desmeules                               | Jean-François Michaud           | Non | Oui | Oui | Oui | Oui | Oui | Non | Non | Non | Non | Non | Non | Non | Non |
| Rodely Jean-Gilles                              | Nathalie Lafrenière             | Non | Oui | Oui | Oui | Oui | Oui | Non | Non | Non | Non | Non | Non | Non | Non |
| Alain-René Thibodeau                            | Christian Brochu                | Non | Oui | Oui | Oui | Oui | Oui | Non | Non | Non | Non | Non | Non | Non | Non |
| Véronique Bannon                                | Martine Frigon                  | Non | Oui | Oui | Oui | Oui | Oui | Non | Non | Non | Non | Non | Non | Non | Non |
| Daniel Brière                                   | Robert Benoît                   | Non | Oui | Oui | Oui | Oui | Non | Non | Non | Non | Non | Non | Non | Non | Non |
| Martine Beaulne                                 | Odile Cusson                    | Non | Oui | Oui | Oui | Oui | Non | Non | Non | Non | Non | Non | Non | Non | Non |
| Serge Postigo                                   | Joël Cusson                     | Non | Oui | Oui | Oui | Oui | Non | Non | Non | Non | Non | Non | Non | Non | Non |
| Mahée Paiement                                  | Catherine Morelle               | Non | Oui | Oui | Oui | Non | Non | Non | Non | Non | Non | Non | Non | Non | Non |
| Claude Legault                                  | Paul Girard                     | Non | Oui | Oui | Oui | Non | Non | Non | Non | Non | Non | Non | Non | Non | Non |
| Louis-Georges Girard                            | Claude Bergeron                 | Non | Oui | Oui | Oui | Oui | Oui | Non | Non | Non | Non | Non | Non | Non | Non |
| Josée Cusson                                    | Élizabeth Benoît                | Non | Oui | Oui | Oui | Oui | Non | Non | Non | Non | Non | Non | Non | Non | Non |
| Marie Charlebois                                | Solange Merveille               | Non | Oui | Oui | Oui | Non | Non | Non | Non | Non | Non | Non | Non | Non | Non |
| Jean-François Beaupré                           | Philippe Charest                | Non | Oui | Oui | Non | Non | Non | Non | Non | Non | Non | Non | Non | Non | Non |
| Sacha Cayer Paquette                            | Frédérick Jolicoeur             | Non | Oui | Oui | Non | Non | Non | Non | Non | Non | Non | Non | Non | Non | Non |
| Francis Patenaude                               | Nicolas Turgeon                 | Non | Oui | Oui | Non | Non | Non | Non | Non | Non | Non | Non | Non | Non | Non |
| Abeille Gélinas                                 | Violaine Godin                  | Non | Oui | Oui | Non | Non | Non | Non | Non | Non | Non | Non | Non | Non | Non |
| Jean Belzil-Gascon                              | Marc Prud'homme                 | Non | Oui | Non | Non | Oui | Oui | Non | Non | Non | Non | Non | Non | Non | Non |
| Micheline Bernard                               | Agathe Lalumière                | Non | Oui | Non | Non | Non | Non | Non | Non | Non | Non | Non | Non | Non | Non |
| Daniel Laflamme                                 | Mathieu Lalumière               | Non | Oui | Non | Non | Non | Non | Non | Non | Non | Non | Non | Non | Non | Non |
| Sylvie-Catherine Beaudoin                       | Renée Paré                      | Non | Oui | Non | Non | Non | Non | Non | Non | Non | Non | Non | Non | Non | Non |
| Julien Poulin                                   | Ménard                          | Non | Oui | Non | Non | Non | Non | Non | Non | Non | Non | Non | Non | Non | Non |
| François Maranda                                | Patrick                         | Non | Oui | Non | Non | Non | Non | Non | Non | Non | Non | Non | Non | Non | Non |
| André Lacoste                                   | Jocelyn Turmel                  | Non | Non | Oui | Oui | Oui | Oui | Oui | Oui | Oui | Oui | Oui | Oui | Oui | Oui |
| Marilyse Bourke                                 | Maggie Malo                     | Non | Non | Oui | Oui | Oui | Oui | Oui | Oui | Oui | Oui | Oui | Non | Non | Non |
| Marie-Josée Poirier                             | Manon Primeau                   | Non | Non | Oui | Oui | Oui | Oui | Oui | Oui | Oui | Oui | Oui | Non | Non | Non |
| Mario Saint-Amand                               | Simon Laurin                    | Non | Non | Oui | Oui | Non | Non | Oui | Non | Non | Non | Oui | Oui | Non | Non |
| Jean-Emery Gagnon                               | Richard Lemay                   | Non | Non | Oui | Oui | Oui | Oui | Oui | Non | Non | Non | Non | Non | Non | Non |
| Jean-Raymond Châles                             | Armand Allaire                  | Non | Non | Oui | Oui | Oui | Oui | Oui | Non | Non | Non | Non | Non | Non | Non |
| Pierre Rivard                                   | Gabriel Langlois                | Non | Non | Oui | Oui | Oui | Non | Non | Non | Non | Non | Non | Non | Non | Non |
| Claude Lemieux                                  | Raymond Laurin                  | Non | Non | Oui | Oui | Oui | Non | Oui | Non | Non | Non | Non | Non | Non | Non |
| Annie-Claude St-Jean                            | Valérie Champagne               | Non | Non | Oui | Oui | Non | Non | Non | Non | Non | Non | Non | Non | Non | Non |
| Catherine Levert-Bastien                        | Ann-Clara Frigon                | Non | Non | Oui | Oui | Non | Non | Non | Non | Non | Non | Non | Non | Non | Non |
| Marie-Christine Lalande                         | Mélanie Bouchard                | Non | Non | Oui | Oui | Non | Non | Non | Non | Non | Non | Non | Non | Non | Non |
| Fayolle Jean                                    | Simon-Pierre Thermidor          | Non | Non | Oui | Oui | Non | Non | Non | Non | Non | Non | Non | Non | Non | Non |
| Lénie Scoffié                                   | Madame Saint-Amand              | Non | Non | Oui | Oui | Non | Non | Non | Non | Non | Non | Non | Non | Non | Non |
| Maxime Tremblay                                 | Julien Tétreault                | Non | Non | Oui | Non | Non | Non | Non | Non | Non | Non | Non | Non | Non | Non |
| Isabelle Brossard                               | Sara                            | Non | Non | Oui | Non | Non | Non | Non | Non | Non | Non | Non | Non | Non | Non |
| Luck Mervil                                     | Luck Mervil (*)                 | Non | Non | Oui | Non | Non | Non | Non | Non | Non | Non | Non | Non | Non | Non |
| Manon Arsenault                                 | Mireille Labbé                  | Non | Non | Non | Oui | Oui | Oui | Oui | Oui | Oui | Oui | Non | Non | Non | Non |
| Charles Lafortune                               | Guy Lebeau                      | Non | Non | Non | Oui | Oui | Oui | Oui | Oui | Oui | Non | Non | Non | Non | Non |
| Tania Kontoyanni                                | Angélique Dubois                | Non | Non | Non | Oui | Oui | Oui | Oui | Oui | Non | Non | Non | Non | Non | Non |
| Sandra Dumaresq                                 | Camille Lanctôt                 | Non | Non | Non | Oui | Oui | Oui | Oui | Oui | Non | Non | Non | Non | Non | Non |
| Steve Pomerleau                                 | Stéphane Gagnon                 | Non | Non | Non | Oui | Oui | Oui | Oui | Non | Non | Non | Non | Non | Non | Non |
| Néfertari Bélizaire                             | Josée                           | Non | Non | Non | Oui | Oui | Oui | Oui | Oui | Oui | Non | Non | Non | Non | Non |
| Chantal Collin                                  | Mado Bélanger                   | Non | Non | Non | Oui | Oui | Oui | Oui | Oui | Non | Non | Non | Non | Non | Non |
| Robert Lavoie                                   | Jean Bélanger                   | Non | Non | Non | Oui | Oui | Oui | Oui | Oui | Non | Non | Non | Non | Non | Non |
| Anne-Marie Provencher                           | Carole Bélanger                 | Non | Non | Non | Oui | Oui | Oui | Oui | Non | Non | Non | Non | Non | Non | Non |
| Suzanne Clément, puis Claudia Paquette          | Isabelle Bélanger               | Non | Non | Non | Oui | CC  | Oui | Non | Non | Non | Non | Non | Non | Non | Non |
| Denis LaRocque                                  | Gaétan Turcotte                 | Non | Non | Non | Oui | Oui | Oui | Oui | Oui | Non | Non | Non | Non | Non | Non |
| Christian Cardin                                | Bruno Meloche                   | Non | Non | Non | Oui | Oui | Non | Oui | Non | Non | Non | Non | Non | Non | Non |
| Maxime Blais                                    | Stéphane Brulotte               | Non | Non | Non | Oui | Oui | Non | Non | Non | Non | Non | Non | Non | Non | Non |
| François Fortin                                 | Carl Filion                     | Non | Non | Non | Oui | Oui | Non | Non | Non | Non | Non | Non | Non | Non | Non |
| Billy-John Datus                                | Vallier Voltaire                | Non | Non | Non | Oui | Oui | Oui | Non | Non | Non | Non | Non | Non | Non | Non |
| Geneviève Angers                                | Maude Villeneuve                | Non | Non | Non | Oui | Oui | Oui | Oui | Oui | Non | Non | Non | Non | Non | Non |
| Stéphane Lestage                                | Clément Labbé                   | Non | Non | Non | Oui | Oui | Oui | Non | Non | Non | Non | Non | Non | Non | Non |
| Normand Canac-Marquis, puis Sébastien Dhavernas | André Dubuc                     | Non | Non | Non | Oui | CC  | Oui | Oui | Oui | Oui | Non | Non | Non | Non | Non |
| Jasmin Lemieux-Lefebvre                         | Thomas Lévesque                 | Non | Non | Non | Oui | Oui | Non | Non | Non | Non | Non | Non | Non | Non | Non |
| Marie Cantin                                    | Denise Lanctôt                  | Non | Non | Non | Oui | Oui | Oui | Oui | Oui | Non | Non | Non | Non | Non | Non |
| Pierre Gobeil                                   | Gaston Lanctôt                  | Non | Non | Non | Oui | Oui | Oui | Oui | Non | Non | Non | Non | Non | Non | Non |
| Manon Gauthier                                  | Berthe Allaire                  | Non | Non | Non | Oui | Oui | Oui | Non | Non | Non | Non | Non | Non | Non | Non |
| Estelle Proulx                                  | Estelle Letendre                | Non | Non | Non | Oui | Oui | Non | Non | Non | Non | Non | Non | Non | Non | Non |
| Catherine Lachance                              | Patricia Leclerc                | Non | Non | Non | Oui | Oui | Non | Non | Non | Non | Non | Non | Non | Non | Non |
| Patrice Leblanc                                 | Patrice Dubois                  | Non | Non | Non | Oui | Oui | Non | Non | Non | Non | Non | Non | Non | Non | Non |
| Pascal McDuff                                   | David Royer                     | Non | Non | Non | Oui | Non | Non | Non | Non | Non | Non | Non | Non | Non | Non |
| Dave Émond                                      | Dominic Riel                    | Non | Non | Non | Oui | Non | Non | Non | Non | Non | Non | Non | Non | Non | Non |
| Joël Marin                                      | Félix Livernois                 | Non | Non | Non | Oui | Non | Non | Non | Non | Non | Non | Non | Non | Non | Non |
| Pierre Claveau                                  | Normand Turmel                  | Non | Non | Non | Oui | Non | Non | Non | Non | Non | Non | Non | Non | Non | Non |
| Éric Rioux                                      | Christophe                      | Non | Non | Non | Oui | Non | Non | Non | Non | Non | Non | Non | Non | Non | Non |
| Élyse Marquis                                   | Karine Messier                  | Non | Non | Non | Oui | Non | Non | Non | Non | Non | Non | Non | Non | Non | Non |
| Alexandra Laverdière                            | Sandra Poulain                  | Non | Non | Non | Non | Oui | Oui | Non | Non | Oui | Oui | Oui | Oui | Oui | Oui |
| Sébastien Delorme, puis Martin Laroche          | Yannick Médrano-Dubuc           | Non | Non | Non | Non | Oui | Oui | Oui | Oui | CC  | Non | Non | Non | Non | Non |
| Luis Bertrand                                   | Victor Turmel                   | Non | Non | Non | Non | Oui | Oui | Oui | Oui | Oui | Non | Non | Non | Non | Non |
| Liane Simard                                    | Virginie Montplaisir            | Non | Non | Non | Non | Oui | Non | Non | Non | Non | Non | Non | Non | Non | Non |
| Anne Fromm                                      | Kim Morissette                  | Non | Non | Non | Non | Oui | Oui | Non | Non | Non | Non | Non | Non | Non | Non |
| Olivier Giasson                                 | Rafi Guessous                   | Non | Non | Non | Non | Oui | Oui | Non | Non | Non | Non | Non | Non | Non | Non |
| Gilbert Comtois                                 | Roger Pomerleau                 | Non | Non | Non | Non | Oui | Oui | Non | Non | Non | Non | Non | Non | Non | Non |
| Denis Roy                                       | Gervais Landry                  | Non | Non | Non | Non | Oui | Non | Non | Non | Non | Non | Non | Non | Non | Non |
| Maud Beauchemin                                 | Nadeige Miljours                | Non | Non | Non | Non | Non | Oui | Oui | Oui | Oui | Oui | Oui | Oui | Oui | Oui |
| Julie Deslauriers                               | Charline Viau                   | Non | Non | Non | Non | Non | Oui | Oui | Oui | Oui | Non | Non | Non | Non | Non |
| Michel Charette                                 | Benjamin Fortier                | Non | Non | Non | Non | Non | Oui | Oui | Oui | Oui | Oui | Non | Non | Non | Non |
| Martin Fréchette                                | Pierre-Luc Turcotte             | Non | Non | Non | Non | Non | Oui | Oui | Oui | Oui | Oui | Oui | Oui | Non | Non |
| Caroline Roberge                                | Ève-Marie Turcotte              | Non | Non | Non | Non | Non | Oui | Oui | Oui | Non | Non | Non | Non | Non | Non |
| Patrice Gagnon                                  | Domingo Vidal                   | Non | Non | Non | Non | Non | Oui | Oui | Oui | Oui | Oui | Oui | Non | Non | Non |
| Ghislain Tremblay                               | Rémi Bolduc                     | Non | Non | Non | Non | Non | Oui | Oui | Non | Non | Oui | Non | Non | Non | Non |
| Victoria Sanchez, puis Jessica Welch            | Rebecca Perrez                  | Non | Non | Non | Non | Non | Oui | CC  | Oui | Oui | Oui | Non | Non | Non | Non |
| Cas Anvar                                       | Atys                            | Non | Non | Non | Non | Non | Oui | Oui | Non | Non | Non | Non | Non | Non | Non |
| Gregory Calpakis                                | Youri Vassiliou                 | Non | Non | Non | Non | Non | Oui | Oui | Non | Non | Non | Non | Non | Non | Non |
| Caroline Maraghi                                | Noémie Ferland                  | Non | Non | Non | Non | Non | Oui | Oui | Oui | Non | Non | Non | Non | Non | Non |
| Carol Jones                                     | Delphine Jean-Miljours          | Non | Non | Non | Non | Non | Oui | Non | Oui | Non | Oui | Non | Oui | Oui | Oui |
| Stéphan Côté                                    | Pierre Bédard                   | Non | Non | Non | Non | Non | Oui | Oui | Oui | Non | Non | Non | Non | Non | Non |
| Barbara Alexandre                               | Barbara Dorcelus                | Non | Non | Non | Non | Non | Oui | Oui | Oui | Non | Non | Non | Non | Non | Non |
| Gilles Cloutier                                 | Jacques Lebeau                  | Non | Non | Non | Non | Non | Oui | Oui | Oui | Non | Non | Non | Non | Non | Non |
| René Caron                                      | Maurice Beaudoin                | Non | Non | Non | Non | Non | Oui | Oui | Non | Non | Non | Non | Non | Non | Non |
| Dany Michaud                                    | Cédric                          | Non | Non | Non | Non | Non | Oui | Non | Non | Non | Non | Non | Non | Non | Non |
| Dino Tavarone                                   | Dr. D'Amiello                   | Non | Non | Non | Non | Non | Oui | Non | Non | Non | Non | Non | Non | Non | Non |
| Rudy Caya                                       | Rudy Caya (*)                   | Non | Non | Non | Non | Non | Oui | Non | Non | Non | Non | Non | Non | Non | Non |
| Pauline Lapointe                                | Louise Girard                   | Non | Non | Non | Non | Non | Non | Oui | Oui | Oui | Oui | Oui | Oui | Oui | Oui |
| Dorothée Berryman                               | Johanne Lebeau                  | Non | Non | Non | Non | Non | Non | Oui | Oui | Non | Non | Non | Non | Non | Non |
| Érik Duhamel                                    | Kevin William                   | Non | Non | Non | Non | Non | Non | Oui | Oui | Non | Non | Non | Non | Non | Non |
| Rita Morin                                      | Lucille Turmel                  | Non | Non | Non | Non | Non | Non | Oui | Oui | Non | Non | Non | Non | Non | Non |
| Jacques Lavallée                                | Gilles Richard                  | Non | Non | Non | Non | Non | Non | Oui | Oui | Non | Non | Non | Non | Non | Non |
| Brigitte Paquette                               | Luce Taillefer                  | Non | Non | Non | Non | Non | Non | Oui | Non | Non | Non | Non | Non | Non | Non |
| Jean-Pierre Matte                               | Geoffroy Pilote                 | Non | Non | Non | Non | Non | Non | Oui | Non | Non | Non | Non | Non | Non | Non |
| Louis-David Morasse                             | Alex Mathieu                    | Non | Non | Non | Non | Non | Non | Oui | Non | Non | Non | Non | Non | Non | Non |
| Patrick Chouinard                               | Barbeau                         | Non | Non | Non | Non | Non | Non | Oui | Non | Non | Non | Non | Non | Non | Non |
| Carol Cassistat                                 | Benoît Simard                   | Non | Non | Non | Non | Non | Non | Oui | Non | Non | Non | Non | Non | Non | Non |
| Philippe Lambert                                | Johnny                          | Non | Non | Non | Non | Non | Non | Oui | Non | Non | Non | Non | Non | Non | Non |
| Hugo Dubé                                       | Dr. Giroux                      | Non | Non | Non | Non | Non | Non | Oui | Non | Non | Non | Non | Non | Non | Non |
| Claudine Mercier                                | Sylvie Messier                  | Non | Non | Non | Non | Non | Non | Oui | Non | Non | Non | Non | Non | Non | Non |
| Marie-Claude Lefebvre                           | Ariane Leclerc                  | Non | Non | Non | Non | Non | Non | Non | Oui | Oui | Oui | Oui | Oui | Oui | Oui |
| Olivier Loubry                                  | Colin Auclair                   | Non | Non | Non | Non | Non | Non | Non | Oui | Oui | Oui | Oui | Oui | Oui | Oui |
| Julie Le Breton                                 | Geneviève Saint-Pierre          | Non | Non | Non | Non | Non | Non | Non | Oui | Oui | Oui | Oui | Oui | Oui | Oui |
| Benoit Dagenais                                 | Paul-André Gauthier             | Non | Non | Non | Non | Non | Non | Non | Oui | Oui | Oui | Oui | Oui | Oui | Oui |
| Geneviève Déry                                  | Rachel Gauthier                 | Non | Non | Non | Non | Non | Non | Non | Oui | Oui | Oui | Oui | Oui | Oui | Oui |
| Suzanne Champagne                               | Suzie Leclerc-Gauthier          | Non | Non | Non | Non | Non | Non | Non | Oui | Oui | Oui | Non | Non | Non | Non |
| Clermont Jolicoeur                              | William Delongpré               | Non | Non | Non | Non | Non | Non | Non | Oui | Oui | Oui | Non | Non | Non | Non |
| Lyne Rodier                                     | Paule Léonard                   | Non | Non | Non | Non | Non | Non | Non | Oui | Oui | Oui | Non | Non | Non | Non |
| Pier-Olivier Bélanger                           | Squeegee                        | Non | Non | Non | Non | Non | Non | Non | Oui | Oui | Oui | Non | Non | Non | Non |
| Micheline Brulotte                              | Éliana De Negri                 | Non | Non | Non | Non | Non | Non | Non | Oui | Oui | Non | Non | Non | Non | Non |
| Bianca Gervais                                  | Jennifer McDonald               | Non | Non | Non | Non | Non | Non | Non | Oui | Oui | Oui | Non | Non | Non | Non |
| Patrick Thomas, puis Joel Drapeau-Dalpé         | Julien Gauthier                 | Non | Non | Non | Non | Non | Non | Non | Oui | CC  | Non | Non | Non | Non | Non |
| André Nadeau                                    | Bill Métayer                    | Non | Non | Non | Non | Non | Non | Non | Oui | Oui | Non | Non | Non | Non | Non |
| Sylvain Carrier                                 | Nicolas McLean                  | Non | Non | Non | Non | Non | Non | Non | Oui | Oui | Non | Non | Non | Non | Non |
| Raymond Legault                                 | David McLean                    | Non | Non | Non | Non | Non | Non | Non | Oui | Non | Non | Non | Non | Non | Non |
| Grégoriane Minot                                | Sarah McLean                    | Non | Non | Non | Non | Non | Non | Non | Oui | Non | Non | Non | Non | Non | Non |
| Louis-Philippe Dandenault                       | Zarbi                           | Non | Non | Non | Non | Non | Non | Non | Oui | Non | Non | Non | Non | Non | Non |
| Nicolas Canuel                                  | Antoine Côté                    | Non | Non | Non | Non | Non | Non | Non | Oui | Non | Non | Non | Non | Non | Non |
| Pierre Harel                                    | Gilbert Contant                 | Non | Non | Non | Non | Non | Non | Non | Oui | Non | Non | Non | Non | Non | Non |
| France D'Amour                                  | France D'Amour (*)              | Non | Non | Non | Non | Non | Non | Non | Oui | Non | Non | Non | Non | Non | Non |
| Daniel Gadouas                                  | Serge Larivière                 | Non | Non | Non | Non | Non | Non | Non | Non | Oui | Oui | Oui | Oui | Oui | Oui |
| Jean-François Harrisson                         | Danny Michel                    | Non | Non | Non | Non | Non | Non | Non | Non | Oui | Oui | Oui | Oui | Non | Non |
| Luc Chapdelaine                                 | Louis-Philippe Caron-D'Amour    | Non | Non | Non | Non | Non | Non | Non | Non | Oui | Oui | Oui | Oui | Non | Non |
| Michelle Léger                                  | Nadine Caron-D'Amour            | Non | Non | Non | Non | Non | Non | Non | Non | Oui | Oui | Oui | Oui | Non | Non |
| Sylvie Boucher                                  | Linda Primeau                   | Non | Non | Non | Non | Non | Non | Non | Non | Oui | Oui | Oui | Non | Non | Non |
| Nancy Bernier                                   | Lorraine Boisvert               | Non | Non | Non | Non | Non | Non | Non | Non | Oui | Oui | Oui | Non | Non | Non |
| Carl Béchard                                    | Daniel Jutras                   | Non | Non | Non | Non | Non | Non | Non | Non | Oui | Oui | Non | Non | Non | Non |
| Marie Verdi                                     | Irène Vanderbuilt               | Non | Non | Non | Non | Non | Non | Non | Non | Oui | Oui | Non | Non | Non | Non |
| Hugues Fortin                                   | Marc Linton                     | Non | Non | Non | Non | Non | Non | Non | Non | Oui | Oui | Non | Non | Non | Non |
| Sébastien Ricard                                | Francis Faucher                 | Non | Non | Non | Non | Non | Non | Non | Non | Oui | Oui | Non | Non | Non | Non |
| Vincent Bilodeau                                | Claude Lefrançois               | Non | Non | Non | Non | Non | Non | Non | Non | Oui | Oui | Non | Non | Non | Non |
| Normand D'Amour                                 | Denis Gosselin                  | Non | Non | Non | Non | Non | Non | Non | Non | Oui | Non | Non | Non | Non | Non |
| Catherine Brunet                                | Dorothée Gosselin               | Non | Non | Non | Non | Non | Non | Non | Non | Oui | Non | Non | Non | Non | Non |
| Linda Roy                                       | Nathalie Gauvin                 | Non | Non | Non | Non | Non | Non | Non | Non | Oui | Non | Non | Non | Non | Non |
| Pierre Chagnon                                  | Sylvain D'Amour                 | Non | Non | Non | Non | Non | Non | Non | Non | Oui | Non | Non | Non | Non | Non |
| Pascale Bélanger                                | Janis Patterson                 | Non | Non | Non | Non | Non | Non | Non | Non | Oui | Non | Non | Non | Non | Non |
| Johanne Marie Tremblay                          | Françoise Pelletier             | Non | Non | Non | Non | Non | Non | Non | Non | Oui | Non | Non | Non | Non | Non |
| Rosie Yale                                      | Sergent Caroline Tremblay       | Non | Non | Non | Non | Non | Non | Non | Non | Oui | Non | Non | Non | Non | Non |
| Patricia McKenzie                               | Judy                            | Non | Non | Non | Non | Non | Non | Non | Non | Oui | Non | Non | Non | Non | Non |
| Patrice Robitaille                              | Mike                            | Non | Non | Non | Non | Non | Non | Non | Non | Oui | Non | Non | Non | Non | Non |
| Marc Grégoire                                   | Sergent détective Bergeron      | Non | Non | Non | Non | Non | Non | Non | Non | Oui | Non | Non | Non | Non | Non |
| Antoine Mongrain                                | Brin D'Avoine                   | Non | Non | Non | Non | Non | Non | Non | Non | Oui | Non | Non | Non | Non | Non |
| Xavier Morin-Lefort                             | Renaud Gagnon                   | Non | Non | Non | Non | Non | Non | Non | Non | Oui | Oui | Non | Non | Non | Non |
| Reynald Bouchard                                | Jean-Pierre Dariault            | Non | Non | Non | Non | Non | Non | Non | Non | Oui | Non | Non | Non | Non | Non |
| Marie-Andrée Corneille                          | Claire Chalifoux                | Non | Non | Non | Non | Non | Non | Non | Non | Non | Oui | Oui | Oui | Oui | Oui |
| Diego Thornton                                  | Ricky Fortier                   | Non | Non | Non | Non | Non | Non | Non | Non | Non | Oui | Oui | Non | Non | Non |
| Pierre Lebeau                                   | Réal Fortier                    | Non | Non | Non | Non | Non | Non | Non | Non | Non | Oui | Non | Non | Non | Non |
| Diane Robitaille                                | Raymonde Linton                 | Non | Non | Non | Non | Non | Non | Non | Non | Non | Oui | Non | Non | Non | Non |
| Monique Joly                                    | Régine Caron                    | Non | Non | Non | Non | Non | Non | Non | Non | Non | Oui | Non | Non | Non | Non |
| Anne-Élyse Rocheleau                            | Macha Laurin                    | Non | Non | Non | Non | Non | Non | Non | Non | Non | Oui | Oui | Oui | Non | Non |
| Sophie Cadieux                                  | Vanessa Beauregard              | Non | Non | Non | Non | Non | Non | Non | Non | Non | Non | Oui | Oui | Oui | Oui |
| Alex Gravel                                     | John Tremblay                   | Non | Non | Non | Non | Non | Non | Non | Non | Non | Non | Oui | Oui | Oui | Oui |
| Daniel Laflamme                                 | Thomas Wilson                   | Non | Non | Non | Non | Non | Non | Non | Non | Non | Non | Oui | Oui | Oui | Oui |
| Sandrine Denis-Casavant                         | Daphnée Wilson                  | Non | Non | Non | Non | Non | Non | Non | Non | Non | Non | Oui | Oui | Oui | Oui |
| Anik Vermette                                   | Karine Loiselle                 | Non | Non | Non | Non | Non | Non | Non | Non | Non | Non | Oui | Oui | Oui | Oui |
| Fabien Cloutier                                 | Tony Tremblay                   | Non | Non | Non | Non | Non | Non | Non | Non | Non | Non | Oui | Oui | Oui | Oui |
| Catherine Dajczman                              | Mélanie Bernier-Fontaine        | Non | Non | Non | Non | Non | Non | Non | Non | Non | Non | Oui | Oui | Oui | Oui |
| Linda Sorgini                                   | Simone Auclair                  | Non | Non | Non | Non | Non | Non | Non | Non | Non | Non | Oui | Oui | Oui | Oui |
| Tahina Manantsoa                                | Lili Bernard                    | Non | Non | Non | Non | Non | Non | Non | Non | Non | Non | Oui | Oui | Non | Non |
| Marcel Leboeuf                                  | Jean-Yves Leclerc               | Non | Non | Non | Non | Non | Non | Non | Non | Non | Non | Oui | Non | Non | Non |
| Jean-René Ouellet                               | Bernard Auclair                 | Non | Non | Non | Non | Non | Non | Non | Non | Non | Non | Oui | Non | Non | Non |
| Marie-Aimée Cadet                               | Eugénie Claude                  | Non | Non | Non | Non | Non | Non | Non | Non | Non | Non | Oui | Non | Non | Non |
| Marianne Moisan                                 | Maya Bellehumeur                | Non | Non | Non | Non | Non | Non | Non | Non | Non | Non | Non | Oui | Oui | Oui |
| Patrick Martin                                  | Jules "Wes" Bertrand-Lavoie     | Non | Non | Non | Non | Non | Non | Non | Non | Non | Non | Non | Oui | Oui | Oui |
| Stéphane France                                 | Alain Chevalier                 | Non | Non | Non | Non | Non | Non | Non | Non | Non | Non | Non | Oui | Oui | Oui |
| Bernard Fortin                                  | Robert Beauregard               | Non | Non | Non | Non | Non | Non | Non | Non | Non | Non | Non | Oui | Oui | Oui |
| Tristan Dubois                                  | Rémi Paquette                   | Non | Non | Non | Non | Non | Non | Non | Non | Non | Non | Non | Oui | Oui | Oui |
| Danny Gilmore                                   | Sébastien Bernier-Fontaine      | Non | Non | Non | Non | Non | Non | Non | Non | Non | Non | Non | Oui | Oui | Oui |
| Manuel Tadros                                   | Luigi De Vecchio                | Non | Non | Non | Non | Non | Non | Non | Non | Non | Non | Non | Oui | Oui | Oui |
| Samuel Jean                                     | Stéphane Poitras                | Non | Non | Non | Non | Non | Non | Non | Non | Non | Non | Non | Oui | Oui | Non |
| Marie-Ève Des Roches                            | Vicky Trudeau                   | Non | Non | Non | Non | Non | Non | Non | Non | Non | Non | Non | Non | Oui | Oui |
| Myriam Huard                                    | Arielle Côté                    | Non | Non | Non | Non | Non | Non | Non | Non | Non | Non | Non | Non | Oui | Oui |
| Sara Dufour                                     | Laurence Bouchard               | Non | Non | Non | Non | Non | Non | Non | Non | Non | Non | Non | Non | Oui | Oui |
| Marc-André Grondin                              | Karl Godin                      | Non | Non | Non | Non | Non | Non | Non | Non | Non | Non | Non | Non | Oui | Oui |
| Réal Bossé                                      | Ted Lavoie                      | Non | Non | Non | Non | Non | Non | Non | Non | Non | Non | Non | Non | Oui | Oui |
| Francis Ducharme                                | Loïc Lauzier                    | Non | Non | Non | Non | Non | Non | Non | Non | Non | Non | Non | Non | Oui | Oui |
| Janine Sutto                                    | Pauline Larivière               | Non | Non | Non | Non | Non | Non | Non | Non | Non | Non | Non | Non | Oui | Oui |
| Alex-Ann Boucher                                | Alain D. Doré                   | Non | Non | Non | Non | Non | Non | Non | Non | Non | Non | Non | Non | Oui | Oui |
| Caroline Gendron                                | Josiane Larivière               | Non | Non | Non | Non | Non | Non | Non | Non | Non | Non | Non | Non | Oui | Oui |
| Adam Kosh                                       | Xavier Larivière                | Non | Non | Non | Non | Non | Non | Non | Non | Non | Non | Non | Non | Oui | Oui |
| Martin Gendron                                  | Fred Francoeur                  | Non | Non | Non | Non | Non | Non | Non | Non | Non | Non | Non | Non | Oui | Oui |
| Dominique Leduc                                 | Annick Vézina                   | Non | Non | Non | Non | Non | Non | Non | Non | Non | Non | Non | Non | Oui | Oui |
| Catherine Vidal                                 | Dorothée Fuentes                | Non | Non | Non | Non | Non | Non | Non | Non | Non | Non | Non | Non | Oui | Oui |
| Isabelle Vincent                                | Guylaine Trudeau                | Non | Non | Non | Non | Non | Non | Non | Non | Non | Non | Non | Non | Oui | Oui |
| Martin Dion                                     | Christian Wilson                | Non | Non | Non | Non | Non | Non | Non | Non | Non | Non | Non | Non | Oui | Non |
| Josée Guindon                                   | Diane Wilson                    | Non | Non | Non | Non | Non | Non | Non | Non | Non | Non | Non | Non | Oui | Non |
| Eugénie Beaudry                                 | Caroline Latour                 | Non | Non | Non | Non | Non | Non | Non | Non | Non | Non | Non | Non | Non | Oui |
| Fabienne Colas                                  | Charlie Ménard                  | Non | Non | Non | Non | Non | Non | Non | Non | Non | Non | Non | Non | Non | Oui |
| Jessica Malka                                   | Luna                            | Non | Non | Non | Non | Non | Non | Non | Non | Non | Non | Non | Non | Non | Oui |
| Marie-Josée Bastien                             | Aline Filion                    | Non | Non | Non | Non | Non | Non | Non | Non | Non | Non | Non | Non | Non | Oui |

## Produits dérivés

### DVD
Des DVD des meilleurs épisodes des trois premières saisons ont été lancés successivement en 2005, 2006 et 2009.

## Épisodes
Cette liste est incomplète et se base sur les meilleurs épisodes sélectionnés pour les DVD.
Les titres en italique sont des épisodes diffusés sur Prise 2 en 2014.
La série est en rediffusion (du tout début) depuis le 8 janvier 2018 sur UnisTV.

## Analyse
Watatatow a permis à de nombreux comédiens de faire leurs premières armes à la télévision, notamment Serge Postigo, Véronique Bannon, Charles Lafortune, Marilyse Bourke et Katerine-Lune Rollet, Karine Pelletier, Caroline Gendron, Jessica Malka. Plusieurs auteurs se sont aussi faits connaître avec cette série dont Richard Blaimert (Les Hauts et les Bas de Sophie Paquin, Le Monde de Charlotte) et Isabelle Langlois (Rumeurs).
Cette série télévisée représentait bien les différentes difficultés vécues durant l'adolescence et des sujets souvent considérés comme tabous comme l'homosexualité, l'avortement, la violence conjugale, le sexe... Watatatow a donc accompagné la génération Y québécoise tout au long de sa diffusion en occupant une grande place dans leur esprit.
Le nom du concept original est inspiré du mot Wattetanow qui provient d'un dialecte algonquin. Ce mot signifie à la fois joie, bonheur, étonnement ; et sa sonorité fut modernisée par Jean-Pierre Morin pour résonner auprès des adolescents québécois.[réf. nécessaire]
La première saison en 1991 contenait un volet interactif accessible aux abonnés Vidéoway de Vidéotron, mais a été abandonné la saison suivante, faute de financement.
En novembre 1999, le record de téléspectateurs a atteint 809 000 personnes.

## Récompenses
Cette liste n'inclut pas les prix remportés par les comédiens.
- Prix Gémeaux
  - 1992, 1993 : Meilleure émission ou série jeunesse
  - 1994 : Meilleure réalisation, émission ou série jeunesse
  - 1999 : Meilleure émission ou série jeunesse : 13-17 ans toutes catégories
  - 2000 : Meilleure émission ou série jeunesse : 13-17 ans toutes catégories
- Prix le lys de la Paix
  - 1992 : Émission la plus pacifique et la plus enrichissante de la télévision du Québec et de l'est de l'Ontario
  - 1993 : Émission la plus pacifique et la plus enrichissante de la télévision du Québec et de l'est de l'Ontario
  - 1994 : Émission la plus pacifique et la plus enrichissante de la télévision du Québec et de l'est de l'Ontario
- Prix du mérite du français : « Le français des médias »
  - 1998 : Meilleure émission de télévision du point de vue de la qualité du français utilisé
  - 1999 : Meilleure émission de télévision du point de vue de la qualité du français utilisé